# Cerkev Srca Jezusovega, Velika Polana
Cerkev Srca Jezusovega je v kraju Velika Polana in občini Velika Polana. Služi kot župnijska cerkev župnije Velika Polana.

## Iz zgodovine
Poleg mnogih drugih vasi z Ravenskega in Dolinskega je tudi Velika Polana spadala v pražupnijo Turnišče. V Veliki Polani so imeli manjšo kapelico sv. Donata, v kateri so bili verski obredi le občasno. Na začetku tega stoletja, vsekakor pa 1912. leta, so začeli  zbirati denar za gradnjo cerkve in imeli željo ustanoviti lastno župnijo v Veliki Polani. Denar so začasno vložili v hranilnico, žal pa je potem prišla prva svetovna vojna in je v vojnih časih izgubil vso vrednost. Zadeva se je premaknila 1923. leta, ko je v velikopolanski kapelici sv. Donata maševal Jožef Sakovič, po obredu pa se je z Ijudmi pogovarjal o gradnji cerkve, stanovanju za duhovnika, potrebnih dohodkih za njegovo vzdrževanje in ustanovitvi župnije. Ljudje so bili za čimprejšnjo gradnjo. Načrte za cerkev je naredil stavbenik Bačič, zidarska dela pa je prevzel mojster Jandl iz Ljutomera. Odločili so se zgraditi cerkev v središu Velike Polane, kjer je pokopališče, ob njem pa nekaj občinskega močvirnatega sveta, ki so ga nasuli. Z gradbenimi pripravljalnimi deli so začeli 9. julija 1923 in očitno zelo (po)hiteli, kajti že 15. novembra istega leta je bila cerkev pod streho.

## Opremljanje cerkve
V novo polansko cerkev so prenesli zvonček iz zvonika kapele sv. Donata, ki so jo podrli. Pozneje so kupili dva zvonova. Leta 1926 so postavili v cerkvi božji grob in obesili nov velik lestenec. Velike orgle, ki še danes bogatijo bogoslužje, vendar pa so bile vmes popravljane in posodabljane 1926. leta. Naslednje leto so cerkev opremili s slikami križevega pota, ki jih je izdelal akademski slikar Tone Čeh iz Ljutomera. V omenjenem letu so postavili stranski Marijin oltar. Glavni oltar Srca Jezusovega so postavili v cekrev kmalu zatem, ko so jo pokrili in za silo uredili notranjost. V cerkvi je bila za tedanje čase nujna tudi prižnica. Postno oltarno sliko je izdelal Tone Čeh, ki je tudi sicer poslikal celotno cerkev, in sicer spodnji del dekorativno, zgornjega pa krasijo slike svetnikov, zlasti v bogoslužnem prostoru. V cerkvi je tudi 6 vitražev. Na treh, ki so v prezbiteriju, so podobe Srca Jezusovega, Marije in Jožefa, v ostalih treh, ki so na južni strani cerkvene ladje, pa so barvni mozaiki. 
Čeprav so Veliko- in Malopolančani ter drugi dobrotniki omogočili in zgradili cerkev 1923. leta, je nastala uradno župnija šele 1. januarja 1938. Dotlej je Velika Polana formalno spadala še v turniško župnijo, dejansko pa je imela že vse pravice in obveznosti, ki sicer gredo samostojnemu župnijskemu občestvu. Poimenovali so jo v župnijo Srca Jezusovega.
Prvotno zakristijo so nadzidali in v tako pridobljenem prostoru uredili veroučno učilnico, h kateri so v novejšem času dodali še enako visok prizidek (veroučni dom) in ga poimenovali po Danielu Halasu. Blagoslovil ga je pomožni škof dr. Jože Smej. Prenovljeno oziroma dozidano je tudi župnišče. Veliko prenovo pa je doživela tudi cerkvena stavba. Tako so v skladu z novimi predpisi o bogoslužju preuredili po načrtih arhitekta Zazude iz Maribora cerkveni prezbiterij. Odstranili so star klasičen oltar in namestili daritveni oltar, obrnjem proti Ijudstvu. V polanski cerkvi in župnišču imajo centralno ogrevanje. Pred desetimi leti so v cerkvi položili nove keramične ploščice in tako zamenjal prejšnje betonske. Obnovili so ostrešje cerkve in prejšnji dotrajani eternit zamenjali z opečno kritino bobrovec. Obnovili so tudi cerkveni stolp. Cerkev je ponoči zunaj osvetljena in vidna daleč naokoli, čeprav je na nižinskem svetu. 

## Arhitektura
Cerkev iz 1926 sestavljajo široka pravokotna ladja s polkrožnim prezbiterijem in zvonik, ki služi kot vhodna lopa. Fasada je členjena.
Cerkev stoji v naselju, ob pokopališču.